# Mata Verde
Mata Verde is een gemeente in de Braziliaanse deelstaat Minas Gerais. De gemeente telt 7.802 inwoners (schatting 2009).

## Aangrenzende gemeenten
De gemeente grenst aan Bandeira, Divisópolis, Encruzilhada (BA) en Macarani (BA).